# Barberino di Mugello
Barberino di Mugello är en ort och kommun i storstadsregionen Florens, innan den 31 december 2014 provinsen Florens, i regionen Toscana i Italien. Kommunen hade 10 937 invånare (2018).